# Ambas Bay
Die Ambas Bay, französisch Baie d’Ambas, zur Kolonialzeit auch Ambasbucht ist eine Bucht im Département Fako in der Region Süd-West in Kamerun. Die Bucht liegt innerhalb der Bucht von Biafra, die seit 1970 den Namen Bucht von Bonny trägt.

## Geographie
Die Bucht befindet sich an der Küste südlich des Kamerunbergs und westlich des Kamerunästuars. Es wird vermutet, dass die Bucht ein ehemaliger Vulkan sein könnte, dessen Caldera durch eindringendes Meerwasser geflutet wurde, wodurch sich die Bucht bildete.
Innerhalb der Bucht liegen die kleinen Felseninseln Ambas Island und Mondoleh Island. Weiterhin liegt die kleinere Bucht Morton Bay sowie die Siedlung Limbe (ehemals: Victoria) an der Bucht.
Ihre östliche Begrenzung bildet das kleine Kap Cape Nachtigal, benannt nach dem deutschen Afrikaforscher Gustav Nachtigal, die östliche die Pirate Rocks (deutsch: Pirateninseln).

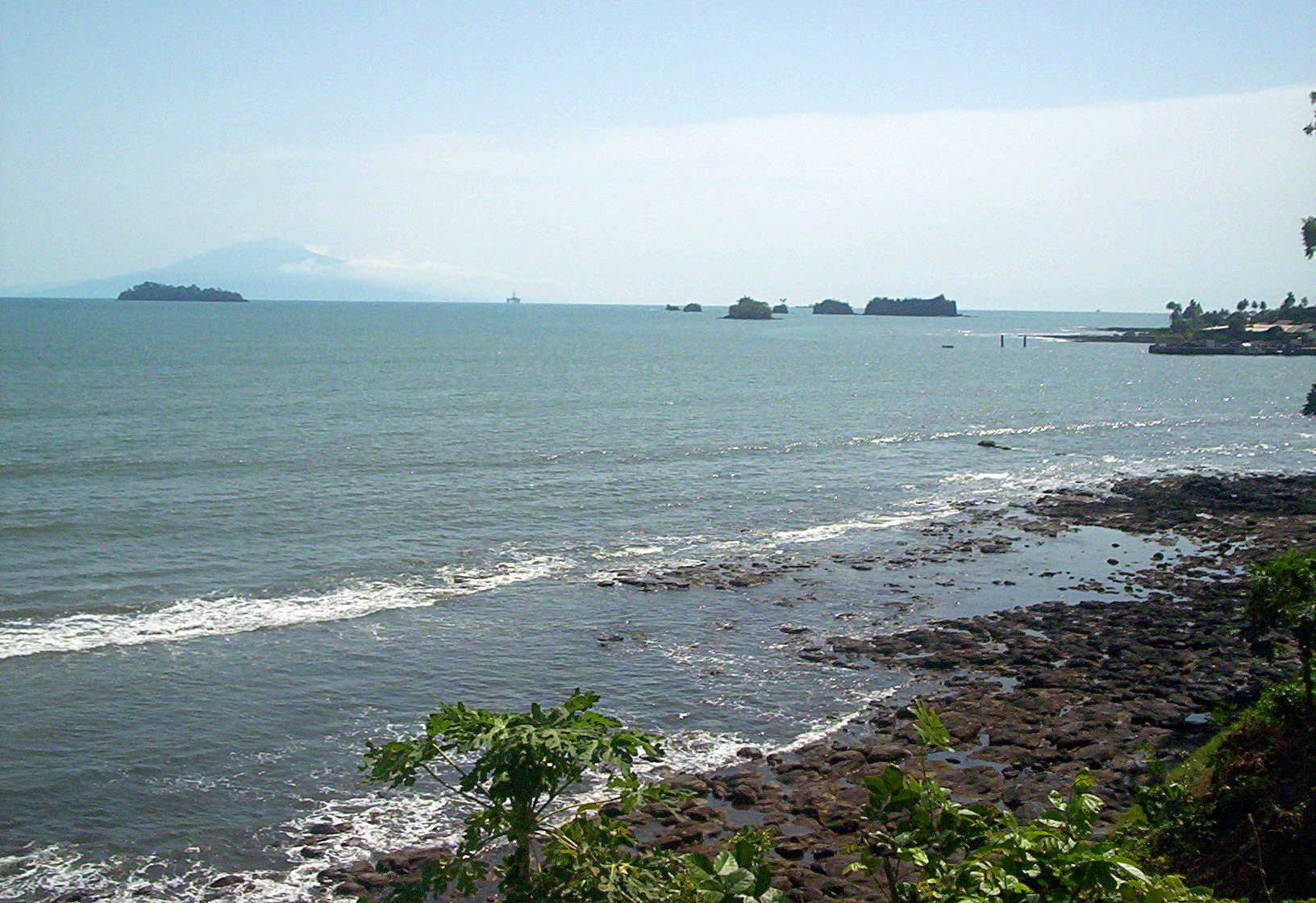
Ambas Bay bei Limbe, in der Ferne ist Bioko (Äquatorialguinea) sichtbar.

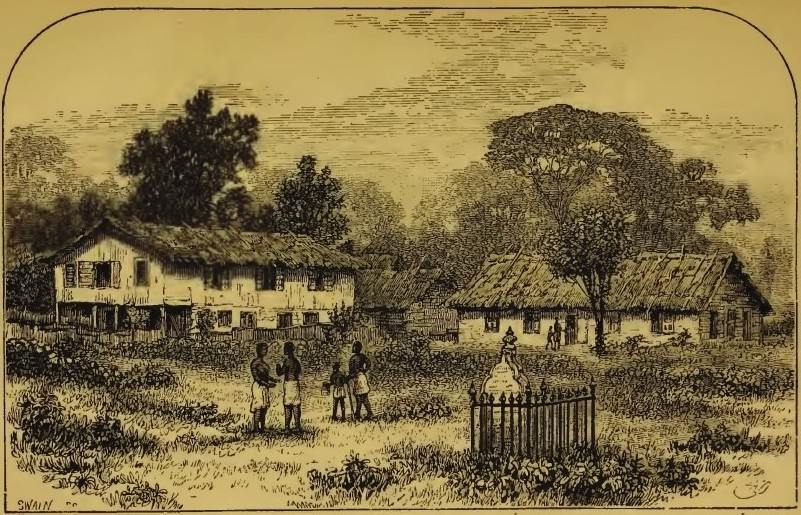
Christliche Missionsstation und Schule an der Küste der Ambasbucht

## Geschichte
Das Gebiet um die Bucht war zu Beginn des 19. Jahrhunderts Teil der deutschen Kolonie und Ausgangspunkt für die weitere Kolonisation Kameruns. Die Westafrikanische Pflanzungsgesellschaft Victoria (WAPV) unterhielt im Gebiet um die Bucht ihre Hauptpflanzung und ab 1910 eigene Fabrikationsanlagen zur Aufbereitung von Palmölprodukten. Auch andere Handels- und Plantagenunternehmungen waren mit Niederlassungen vertreten. Weiterhin gab es im Westen der Bucht mit dem sog. Kakaohafen eine Verladestelle für die Plantagenprodukte der zugleich Endpunkt der sog. Victoria-Pflanzungsbahn war.